# Ocotea dentata
Ocotea dentata är en lagerväxtart som beskrevs av H. van der Werff. Ocotea dentata ingår i släktet Ocotea och familjen lagerväxter. Inga underarter finns listade i Catalogue of Life.